# WASP-38
WASP-38はヘルクレス座にある9等星。スペクトル分類ではF型主系列星に位置する。
| 太陽 | WASP-38   |
| ---- | --------- |
| 太陽 | Exoplanet |

## 惑星系
2010年にWASP-38の周囲を公転している惑星が発見された。この惑星は木星の約2.7倍程の質量を持ち、恒星から約0.075au離れたところを公転している。
| 名称 （恒星に近い順） | 質量             | 軌道長半径 （天文単位） | 公転周期 (日) | 軌道離心率      | 軌道傾斜角    | 半径 |
| --------------------- | ---------------- | ----------------------- | ------------- | --------------- | ------------- | ---- |
| b (Iztok)             | 2.712 ± 0.065 MJ | 0.07551 ± 0.00085       | 6.871815      | 0.0321 ± 0.0044 | 88.69 ± 0.55° | —    |

## 名称
2019年、世界中の全ての国または地域に1つの系外惑星系を命名する機会を提供する「IAU100 Name ExoWorldsプロジェクト」において、WASP-38はスロベニア共和国に割り当てられる系外惑星系となった。このプロジェクトは、「国際天文学連合100周年事業」の一環として計画されたイベントの1つで、スロベニア国内での選考、国際天文学連合 (IAU) への提案を経て太陽系外惑星とその主星に固有名が承認されるものであった。2019年12月17日、IAUから最終結果が公表され、WASP-38はIrena、WASP-38 bはIztokと命名された。彼らはスロベニアの作家フラン・サレシュキ・フィンジュガール (1871-1962) の小説Pod svobodnim soncem: povest davnih dedov (Under the Free Sun: A Story of the Ancient Grandfathers) の主人公で、Irenaは裁判所の女性、Iztokはスラブ人の自由のために戦う戦士である。